# Gerania boscii
Gerania boscii is een keversoort uit de familie van de boktorren (Cerambycidae). De wetenschappelijke naam van de soort werd in 1801 gepubliceerd door Johann Christian Fabricius voor een soort die volgens hem van Java kwam.